# Honkin' on Bobo
Honkin' on Bobo je čtrnácté studiové album americké rockové skupiny Aerosmith, vydané 30. března roku 2004 u Columbia Records.

## Seznam skladeb
| Základní verze | Základní verze                                        | Základní verze                               | Základní verze |
| Pořadí         | Název                                                 | Autor                                        | Délka          |
| -------------- | ----------------------------------------------------- | -------------------------------------------- | -------------- |
| 1.             | Road Runner                                           | Ellas McDaniel                               | 3:37           |
| 2.             | Shame, Shame, Shame (Originally sung by Smiley Lewis) | Ruby Fisher / Kenyon Hopkins                 | 2:15           |
| 3.             | Eyesight to the Blind                                 | Sonny Boy Williamson                         | 3:09           |
| 4.             | Baby, Please Don't Go                                 | Joe Williams                                 | 3:24           |
| 5.             | Never Loved a Girl                                    | Ronny Shannon                                | 3:12           |
| 6.             | Back Back Train                                       | Fred McDowell                                | 4:23           |
| 7.             | You Gotta Move                                        | Rev. Gary Davis / Fred McDowell              | 5:30           |
| 8.             | The Grind                                             | Steven Tyler / Joe Perry / Marti Frederiksen | 3:46           |
| 9.             | I'm Ready                                             | Willie Dixon                                 | 4:13           |
| 10.            | Temperature                                           | Joel Michael Cohen / Walter Jacobs           | 2:52           |
| 11.            | Stop Messin' Around                                   | Clifford Adams / Peter Green                 | 4:29           |
| 12.            | Jesus Is on the Main Line                             | (Traditional; arranged by F. McDowell)       | 2:51           |
| Celková délka: | Celková délka:                                        | Celková délka:                               | 43:57          |

## Sestava
- Steven Tyler – zpěv, harmonika, klavír
- Joe Perry – zpěv, dobro, hurdy gurdy, kytara
- Brad Whitford – kytara
- Tom Hamilton – akustická kytara, baskytara
- Joey Kramer – bicí
- Tracy Bonham – zpěv
- Johnnie Johnson – klavír
- The Memphis Horns – žesťové nástroje
- Paul Santo – klavír, varhany